# Nazaré da Mata
Nazaré da Mata é um município brasileiro da zona da mata do estado de Pernambuco, que se estende por uma área de 141,3 km², com uma altitude média de 89 metros acima do nível do mar. Sua população é de 30.647 habitantes, sendo 24.704 residentes na zona urbana e 5.943 na zona rural.
Cidade cuja localização é estratégica possui importantes equipamentos estaduais tais como: 2° BPM, cuja área de atuação abrange os municípios de Carpina, Aliança, Timbaúba, Ferreiros, Camutanga, Lagoa do Carro, Lagoa do Itaenga, Buenos Aires, Vicência, Macaparana, São Vicente Ferrer, Paudalho/Guadalajara e Tracunhaém.

## Infraestrutura

### Saúde
Hospital Hermirio Coutinho, o qual abrange mais de 70 municípios, onde conta com emergência e maternidade 24h., Casa de Saúde, Posto Médico, UPE/Campus Mata Norte.

### Transportes
A cidade é cortada pela BR 408, PE52(liga o município de Buenos Aires a BR 408) e PE 59(liga o município de Itaquitinga a BR 408), e pela RFSA(rede ferroviária), a cidade contém as principais ruas de acesso ao centro asfaltadas.

## Cultura
Nazaré da Mata é conhecida como a Capital Estadual dos Maracatus. Não é apenas uma dança, uma brincadeira das camadas menos favorecidas, mas uma tradição passada de pai para filho em que os passos, as cores perpassam uma aculturação milenar da história da região.
Durante o Carnaval, é a vez do povo de Nazaré da Mata mostrar o que tem de melhor: o colorido, a animação, o brilho e toda a beleza de seus maracatus como o Piaba Dourado, Estrela de Ouro e, o mais antigo de Pernambuco, o Cambinda Brasileira. O tão esperado Encontro de Maracatus acontece na segunda-feira e terça-feira de Carnaval, na praça principal. São mais de 50 grupos de brincantes com seus reis, rainhas, baianas e caboclos de lança que dançam e cantam em homenagem aos orixás.
Além dos maracatus, o Carnaval de Nazaré também apresenta outros folguedos como bois de carnaval, blocos, ciranda, Coco de Roda, e troças carnavalescas, além do Polo Alternativo e da Praça do Frevo. Outra grande atração do Carnaval de Nazaré e o Clube Carnavalesco Jacaré em Folia criado em 1956 que atrai milhares de foliões pelas ruas da cidade com trios elétricos, carros alegóricos e fantasias.
Já foi o segundo maior bloco de carnaval de Pernambuco ficando apenas atrás do Galo da Madrugada.
Em Nazaré da Mata situa-se a Faculdade de Formação de Professores de Nazaré da Mata, um dos campi da Universidade de Pernambuco que tem sede em Recife, o qual recebeu o nome de Campus Mata Norte. Como também, a GRE Mata Norte (Gerência Regional de Educação da Mata Norte) fazendo parte da educação do município.
A Catedral Diocesana Imaculada Conceição, dedicada à Nossa Senhora da Conceição cuja festa e proclamação do dogma é celebrada no dia 8 de dezembro. Seu atual pároco é o Padre José Nivaldo (2014) e seu vigário paroquial o Padre Alex, e o padre José Luiz, de origem argentina pertencente ao Caminho NeoCatecumenato, o Bispo diocesano Dom Francisco de Assis Dantas de Lucena e o Bispo Emérito Dom Frei Severino Batista de França OFMcap e Dom Jorge Tobias de Freitas.
Foi criado o Espaço Cultural Mauro Mota, onde se mostram as fantasias do maracatu ao público, e também criado o Parque dos Lanceiros, local onde ocorrem várias manifestações culturais.

## História
O território onde atualmente está localizado o município de Nazaré da Mata era chamado de Lagoa d'Antas, uma sesmaria doada a Manuel Bezerra Cunha, em 18 de junho de 1581.
O povoamento de "Nasareth" teve início no século XVIII, numa propriedade onde foi edificada a capela de Nossa Senhora da Conceição. Em homenagem à santa, a localidade passou a chamar-se de Nossa Senhora da Conceição de Nazaré.
Em 1833, desmembrando-se do município de Igarassu, tornou-se vila, quando passou a ser sede da freguesia.
Foi elevada à categoria de cidade pela lei de número 258, de 11 de junho de 1850. O primeiro prefeito foi o padre Anísio Torres Bandeira, que tomou posse em 1892, quando os municípios passaram a ter maior autonomia administrativa com a proclamação da República.
Pelo decreto-lei número 952, de 31 de dezembro de 1943, o nome da cidade foi modificado, acrescendo-se o termo "da Mata", por se encontrar nessa zona fisiográfica.
Administrativamente, Nazaré da Mata é constituída unicamente pelo distrito sede. No município, encontra-se a Diocese de Nazaré e o palácio episcopal, abrangendo diversas cidades da região da mata norte.
Anualmente, no dia 17 de maio o município comemora a sua emancipação política.

## Administração Municipal
- Prefeito: Adriana Andrade Lima Vasconcelos Coutinho (PSDB)
- Vice-Prefeito: Rostand Cysneiros Negromonte (PSDB)

## Personalidades
- Geraldo Calábria Lapenda (1925 - 2004) - filólogo, professor, estudioso das línguas indígenas, vice-reitor (1980/1984) e reitor (1983) da Universidade Federal de Pernambuco.
- Herculano Bandeira de Melo (1850 - 1916) - advogado, magistrado, juiz substituto em Nazaré da Mata (1888), vereador (durante nove mandados), deputado provincial (1875/1877), constituinte (1891) e deputado federal (1895/1897; 1897/1900 e 1900/1901), senador (1901/1908), governador (1906/1911).
- Jarbas de Albuquerque Maranhão (1916 - 2014) - constituinte (1946) e deputado federal (1946/1951), senador (1955/1960) e conselheiro do Tribunal de Contas do Estado. Ocupante da cadeira 30 da Academia Pernambucana de Letras e da cadeira 40 da Academia de Letras e Artes do Nordeste.
- José Ermírio de Morais (1900 - 1973) - senador (1963/1971), industrial.
- José Menezes (1923) - maestro, saxofonista, clarinetista e compositor de frevo, fez parte da Jazz Band Academia, além de ter formado a sua própria orquestra.
- Marcos Vinicios Rodrigues Vilaça (1939) - membro da Academia Pernambucana de Letras (presidente em 1972/1974), membro (cadeira nº 26, sucedendo ao poeta Mauro Mota) e presidente da Academia Brasileira de Letras e ex-ministro do Tribunal de Contas da União.
- Maria Ladjane Bandeira de Lira (1927 - 1999), poeta, crítica de arte, artista plástica, jornalista, teatróloga e escritora.
- Mauro Mota  (1911 - 1984) - Jornalista, professor, poeta, cronista, ensaísta, memorialista brasileiro e membro da Academia Pernambucana de Letras e da Academia Brasileira de Letras.
- Paulo Pessoa Guerra (1916 - 1977) - prefeito de Orobó e, em seguida, de Bezerros (1938/1941), deputado federal (1946/1955), vice-governador (1963/1964), governador (1964/1967), deputado estadual (1955/1963) e senador (1971/1977).
- Rossini Ferreira (1919 - 2001), músico e bandolinista de Choro, fez parte da "Orquestra de Cordas Dedilhadas de Pernambuco", com a qual gravou um LP pela Funarte, posteriormente lançado em CD.
- Irmã Brígida Maria, Professora de Francês no Colégio Santa Cristina e Diretora Espiritual da Legião de Maria, movimento muito respeitável no final do século XX.
- Monsenhor Petronilo Pedrosa, foi professor da Faculdade de Formação de Professores de Nazaré da Mata e capelão do colégio de Santa Cristina.